# Knight Rider (serie de televisión de 2008)
Knight Rider (El coche fantástico en España, El auto increíble o El auto fantástico en Latinoamérica) fue una serie de televisión continuación de la serie de 1982 y que tuvo como episodio piloto una película con el mismo nombre en 2008. Los protagonistas son Justin Bruening, como Michael Knight, y Deanna Russo como Sarah Graiman, antigua novia de Mike e hija de Charles Graiman interpretado por Bruce Davison quien es el creador del nuevo KITT. La voz de KITT en versión original es prestada por Val Kilmer. La NBC, en principio, concedió a la serie una temporada completa de 22 episodios. Posteriormente, a causa de las bajas audiencias, los capítulos se redujeron a 17, finalizando de esta manera la primera temporada. El 19 de mayo de 2009, NBC anunció la cancelación de la segunda temporada de Knight Rider dejando la serie con una única temporada.

## Argumento
La historia tiene lugar 25 años después de la que se desarrolla en la serie original.  Mike Traceur (que cambiará su nombre por Michael Knight), se ha convertido en el conductor de la nueva generación de KITT, un Ford Shelby GT500KR.  Junto con su antigua novia Sarah Graiman (hija del creador de KITT), Mike se convierte en el nuevo "campeón" de Knight Industries, una empresa de alta tecnología contratada por el gobierno y las fuerzas del orden. Después de una serie de sucesos, Sarah Graiman refunda La Fundación para la Ley y el Gobierno (FLAG por sus siglas en inglés), retomando su misión original.

## Actores
- Justin Bruening como Michael Knight: (originalmente conocido como Michael Traceur), hijo del Michael Knight original.
- Deanna Russo como Sarah Graiman: hija de Charles Graiman.
- Val Kilmer como la voz de KITT.
- Paul Campbell como Billy Morgan.
- Smith Cho como Zoe Chae.
- Bruce Davison como Charles Graiman: creador de KITT.
- Sydney Tamiia Poitier como Agente del FBI Carrie Rivai.
- Yancey Arias como Agente del FBI Alex Torres.
- Peter Cullen como la voz de KARR.

## Doblaje (España)
- Michael Knight: Sergio Zamora
- Charles Graiman: Manolo García
- Sarah Graiman: Nuria Mediavilla
- KITT: Jordi Boixaderas
- Carrie Rivai: María Moscardó
- Billy Morgan: Jordi Pons

## Doblaje (México)
- Michael Knight: Arturo Mercado Jr.
- Sarah Graiman: Liliana Barba
- Charles Graiman: Alejandro Mayen
- Zoe Chae: Gaby Ugarte
- Billy Morgan: Gerardo García
- KITT: Oscar Arizmendi

## El nuevo KITT
El coche que aparece en esta nueva serie no es el mismo que el la serie original. En aquella, KITT era el Knight Industries Two Thousand (industrias Knight Dos Mil) y el coche un Pontiac Trans Am Firebird del 82. En esta nueva serie, KITT es el Knight Industries Three Thousand (Industrias Knight Tres Mil) y es un Ford Shelby (GT500KR) predecesor del Ford Shelby GR-1. KITT no sólo no es el mismo en apariencia, sino también en su personalidad. El nuevo KITT no tiene nada que ver con el original, pues nunca comenta nada de lo acontecido en la serie original y, a lo largo de la serie, trata de aprender y comprender el comportamiento humano. A pesar de todo, muchas de sus funciones son las mismas que su predecesor, como el "Turbo impulso", que le permite saltar sobre obstáculos, el "Modo Ski", que le permite ponerse sobre dos ruedas.

## KARR, el némesis de KITT
En esta serie, vuelve a aparecer el malvado KARR, cuyas siglas significan Knight Automátic Roving Robot, traducidas en castellano como Knight Automático Robot Rodante. Pese a que en la versión original KARR es doblado por el mismo actor de doblaje que en la serie original de los 80 (Peter Cullen), este KARR tampoco es el mismo. Antes de construir al nuevo KITT, Charles Graiman construyó a KARR como la herramienta definitiva para combatir el crimen. Sin embargo, un error en la programación de Graiman provocó que KARR adquiriese la capacidad de autoprogramarse a sí mismo, desobedeciendo las órdenes directas y provocando muchas muertes, motivo por el cual fue desactivado y su red neuronal fue extraída para modificarla desde cero hasta dar como resultado a KITT. En el pasado, fue Michael Knight quien lo conducía (cuando aún se llamaba Mike Traceur) bajo las órdenes del ejército estadounidense. Debido al fracaso del proyecto KARR, borraron parcialmente la memoria de Michael para que no recordara ni a KARR ni a todo el mal que había causado fuera de su control.
Años después, y tras la fatídica muerte de Charles Graiman, el director de desarrollo Álex Torres extrajo la unidad central de KITT para instalársela a KARR, que estaba bajo custodia, para reactivar el proyecto KARR e intentar devolver la paz al mundo con ese vehículo. Sin embargo, nada sale como él esperaba, KARR vuelve a desobedecer las órdenes y somete a Alex bajo su control y, junto con él, parte en busca de KITT y de Michael. Su objetivo era destruir a KITT y recuperar a Michael para que volviera a ser su conductor, pero finalmente KARR es destruido por un fuerte impacto de KITT.
KARR también es un Ford Shelby GT 500 KR de color negro, pero con el escáner frontal de color amarillo. Sin embargo, KARR es capaz de transformarse en un robot gigante al estilo de la serie Transformers, con dos brazos, ametralladoras acopladas en sus hombros y lanzacohetes instalados a la altura de su cadera. 
En ningún momento de su breve aparición en la serie, se puede ver el interior de KARR. El esperado combate de KITT contra KARR apenas dura unos cinco minutos, y las habilidades de KARR se mostraron de manera muy rápida. Básicamente, KARR posee una gran fuerza física (no le costaba nada levantar a KITT y lanzarlo por los aires) y sus armas de fuego le convertían en un rival terrible. Sin embargo, dada su envergadura, no tenía demasiada rapidez.

## Emisiones internacionales
Cadenas de televisión que emiten la serie fuera de los Estados Unidos:
| País          | Título                            | Cadena             | Notas |
| ------------- | --------------------------------- | ------------------ | --- |
| Australia     | Knight Rider                      | Seven Network      | La película piloto de dos horas fue emitida el 11 de octubre de 2008, pero la emisión de la serie no ha sido anunciada. |
| Suecia        | Knight Rider                      | Viasat             | El 28 de enero de 2009, TV6 emitió el primer episodio de la primera temporada, que será emitida cada miércoles a las 8 PM CET. |
| Nueva Zelanda | Knight Rider                      | C4                 | Se emite cada Lunes a 7:30 p. m. comenzando a partir del 9 de febrero de 2009. |
| Malasia       | Knight Rider                      | Star World         | Comenzó el 5 de febrero de 2009 en Astro Channel 711. |
| México        | El Auto Increíble                 | Canal 5            | La serie se emitirá los viernes a partir del 25 de septiembre a las 10:00 PM. |
| El Salvador   | El Auto Increíble                 | Canal 2            | Comenzó en 2009 y terminó en 2011 en los sábados a las 8 PM. |
| Filipinas     | Knight Rider                      | CS/9               | Emitido cada jueves a las 10:00 PM. |
| Canadá        | Knight Rider                      | E! Canada          | - |
| Países Bajos  | Knight Rider 2009                 | RTL 7              | La película piloto fue emitida el 1 de enero de 2009. La serie empezó el domingo 1 de marzo. |
| Reino Unido   | Knight Rider                      | Sci Fi, ETV1       | - |
| Latinoamérica | Knight Rider - El Auto Fantástico | Warner Channel     | La serie comenzó su emisión el 5 de abril de 2009. |
| España        | El Coche Fantástico               | TVE, Sci Fi        | La película fue emitida por TVE en mayo de 2008. Posteriormente se volvió a reemitir el 4 de julio de 2009 y la serie se emitió en el mismo canal a partir del 9 de julio del mismo año, dos capítulos cada jueves a partir de las 22h. En el 2011 se emite todos los lunes a partir de las 00:00 |
| Portugal      | Knight Rider - O Justiceiro       | Sci Fi             | - |
| Colombia      | El Auto Fantástico                | Caracol Televisión | La serie empezó el 27 de marzo de 2010. Cabe destacar que la película piloto se dividió en dos partes y se emitió como si fueran episodios regulares. Se emite los sábados y domingos a las 12:30 p. m.                                                                                           |
| Chile         | El Auto Fantástico                | MEGA               | La serie empezó en marzo de 2010. Se transmite después de Cqc, Aproximadamente a las 12:30 AM los domingos. El día que se inició la serie, se transmitieron el capítulo 1 (como película) y el capítulo 2 seguidamente.                                                                           |
| Uruguay       | El Auto Fantástico                | Teledoce           | Se emitió en 2009 los sábados a las 4:30 PM |
| Ecuador       | El Auto Fantástico                | Ecuavisa           | La serie se estrenó el 10 de abril de 2010. Se transmite los sábados a las 10:00 PM. |
| Perú          | El Auto Fantástico                | Red Global         | No hay información disponible |
| Argentina     | El Auto Fantástico                | El trece           | Se emite de lunes a viernes a las 6:00 AM |

## La serie en DVD
El coche fantástico (2008) se puso a la venta el 29 de octubre de 2009 en un pack de cuatro discos con todos los 17 episodios de la serie más la película/capítulo piloto. También se incluyen numerosos extras como audiocomentarios de Justin Bruening y Deanna Russo (sólo en la citada película/episodio piloto) y varios documentales acerca de la serie, su rodaje, el casting, detalles e información del coche, etc. También se incluye un bloque de tomas falsas.

## Crítica e incoherencias argumentales
El capítulo piloto fue estrenado en televisión como una tv movie para comprobar si los televidentes se sentían interesados por el regreso de KITT. Al final de la misma reaparece David Hasselhoff como Michael Knight. La audiencia fue notable, aunque no la crítica, pero para la NBC fue suficiente para decidirse a rodar la serie completa. Se concedió a los productores una temporada completa de 22 episodios. A medida que la serie se iba emitiendo, la audiencia iba bajando. Posteriormente, la NBC ordenó detener el rodaje de nuevos capítulos, quedándose en el 17 como último. Actualmente la serie se encuentra oficialmente cancelada.
La serie se presentó como la secuela de la original de los años 80, pero posee varias incoherencias entre una y otra. Aunque la original poseía episodios autoconclusivos (excepto los especiales que duraban dos horas), sí que tenía ciertos detalles que, al parecer, no se han respetado en la secuela. Estas incoherencias, según sus fanes, son las siguientes:
- Michael Knight (Mike Traceur) es hijo del Michael Knight original. Su madre se llama Jennifer, pero en ningún momento se explica quién es esa mujer, o cuándo se relacionó con Michael para concebir a Mike.
- Charles Graiman fue quien construyó al primer KITT y al nuevo de esta serie. El primero lo construyó para Wilton Knight, pero entre aquel KITT y el nuevo, pasaron 25 años. En ningún momento se explica qué pasó con la antigua Fundación Knight ni con ninguno de sus integrantes.
- Aparte de en la película/episodio piloto, no vuelven a hacer referencia a la serie original de los 80 a excepción de los capítulos Me encanta la vida nocturna, en el que Sarah Graiman está leyendo los antiguos casos resueltos de la anterior Fundación Knight, y en Un caballero de brillante armadura, en el que Michael comenta que el nombre original de su padre era Michael Long.